# Paul Burstow
Paul Kenneth Burstow (né le 13 mai 1962) est un homme politique britannique qui est député libéral démocrate député de Sutton et Cheam de 1997 à 2015, lorsqu'il est battu par Paul Scully.
Il est ministre d'État au ministère de la Santé de mai 2010 à septembre 2012.

## Jeunesse
Burstow est né à Carshalton dans le Surrey, fils d'un tailleur, et fait ses études à Glastonbury High School for Boys, une ancienne école secondaire moderne pour garçons à Carshalton, suivie par Carshalton College et la South Bank Polytechnic, où il obtient un diplôme en études commerciales. Il commence sa carrière en tant qu'assistant d'achat chez Allied Shoe Repairs en 1985. L'année suivante, il travaille brièvement dans la vente d'imprimés chez KallKwik Printers, avant de devenir assistant de recherche au Borough londonien de Hounslow en 1987.
Il est élu conseiller du Parti social-démocrate (SDP) au Conseil d'arrondissement de Sutton en 1986 et en est le chef adjoint de 1994 à 1997. Burstow reste conseiller du quartier Rosehill à Sutton jusqu'en 2002, après son élection au Parlement.
En 1988, il rejoint l'Association des conseillers libéraux démocrates en tant qu'agent de campagne; il en est ensuite le secrétaire politique en 1996, où il reste jusqu'à devenir député.

## Élection et carrière parlementaire
Burstow se présente à Sutton et Cheam pour les libéraux démocrates aux élections générales de 1992. Il est battu par la conservatrice Lady Olga Maitland malgré la réalisation de l'une des plus grandes fluctuations des libéraux démocrates à Londres lors de cette élection.
Il s'y présente de nouveau en 1997, cette fois étant élu député libéral démocrate avec une majorité de 2.097 voix. Burstow rejoint plusieurs autres nouveaux députés libéraux démocrates, car le parti a remporté de nombreux autres sièges dans le sud-ouest de Londres à cette élection.
Il prononce son premier discours le 16 mai 1997, sur les besoins des personnes aveugles et handicapées. A son élection, Burstow devient immédiatement porte-parole du parti sur l'environnement sous Paddy Ashdown. Il est le porte-parole de la sécurité sociale en 1999, lors de l'élection de Charles Kennedy à la tête des libéraux démocrates.
Après les élections générales de 2001, Burstow est le porte-parole de la santé des libéraux démocrates. Il est ambassadeur parlementaire auprès de la NSPCC depuis 2001. Il est promu au Cabinet fantôme libéral démocrate en tant que secrétaire d'État fantôme à la Santé en 2003. Il démissionne du cabinet fantôme libéral démocrate après les élections générales de 2005, mais est nommé porte-parole à Londres. Le 22 mars 2006, les députés libéraux démocrates l'élisent leur whip en chef .
En 2003, The Guardian  décrit Burstow comme «l'un des politiciens les plus compétents et les plus efficaces sur les problèmes des personnes âgées». Il est désigné par les députés en tant que champion des personnes âgées dans les prix epolitix Charity Champion  en décembre 2005.
En 2004, il s'enferme dans un chenil géant avec les députés Evan Harris, Ivan Henderson et l'actrice Liza Goddard, les présentatrices Liz Bonnin et Lizzie Greenwood et la DJ Becky Jago dans le cadre d'une collecte des fonds pour la RSPCA.
Burstow présente le projet de loi sur les soins aux personnes âgées et handicapées (droits de l'homme) en janvier 2006. Il fait des propositions pour accroître la protection des adultes vulnérables contre les mauvais traitements et la négligence. En 2007, il présente une Early Day Motion félicitant le National Benevolent Fund for the Aged à l'occasion de son 50e anniversaire .

### Ministre d'État
Aux élections générales de 2010, Burstow est réélu député de Sutton et Cheam avec une faible majorité de 1 608 voix . Il est ensuite nommé ministre d'État au ministère de la Santé du gouvernement de coalition. Il est responsable des services de soins, des personnes âgées et de la santé mentale. Il est chargé d'élaborer la stratégie gouvernementale de santé mentale et de rédiger les dispositions relatives aux soins de la loi sur les soins.
En décembre 2010, il s'est dit "embarrassé" après avoir été secrètement enregistré par le Daily Telegraph disant que les électeurs ne devraient pas faire confiance à David Cameron. Burstow déclare aux journalistes sous couverture: "Je ne veux pas que vous fassiez confiance à David Cameron ... dans le sens où vous pensez qu'il est soudainement devenu un libéral câlin. Eh bien, il ne l'a pas fait. Il est toujours conservateur et il a des valeurs que je ne partage pas. "  Il déclare par la suite à la BBC qu'il regrettait la manière dont ses propos avaient été interprétés et qu'il avait "pleinement confiance" en David Cameron .
Burstow quitte le gouvernement en septembre 2012 et est remplacé au poste de ministre des soins par Norman Lamb. Burstow critique les projets de réduction des services hospitaliers à Londres.

## Carrière ultérieure
Il est nommé président du Tavistock and Portman NHS Foundation Trust à partir de novembre 2015, et renouvelé pour un deuxième mandat de trois ans. Il est administrateur de l'action sur le tabac et la santé.
En 2016, il devient professeur à temps partiel de politique de santé mentale à l'Université de Birmingham, où il dirigé une commission .
Il est nommé président de l'Institut de protection sociale pour l'excellence en juillet 2017, où il renouvelle le conseil d'administration et développe la stratégie commerciale de l'organisation .
Il est nommé président de St Andrew's Healthcare en septembre 2020 .

## Vie privée
Il épouse Mary Burstow, un conseiller démocrate libéral pour Cheam, en 1995; ils ont un fils et deux filles.